# Den
Den – piąty władca starożytnego Egiptu z I dynastii, pierwszy noszący tytuł króla Górnego i Dolnego Egiptu.
Lata panowania:
- 3050–2995 p.n.e. (Grimal)
- 2930–2910 p.n.e. (Schneider)
- 2939–2892 p.n.e. (Kwiatkowski)

Jego imiona:
- Den (Dewen) – imię horusowe
- Chasti lub Semti, Septi – na Liście Królów z Abydos
- Usaphais – u Manetona

Był synem faraona Dżeta i królowej Meritneit, która w pierwszych latach panowania syna pełniła funkcję regentki. Jego żoną była księżniczka saicka Merneit.
Był energicznym władcą. Prowadził liczne, zwycięskie wojny na Synaju, w Palestynie i Nubii. Starożytne źródła odnotowały również jego ożywioną działalność religijną, udział w licznych uroczystościach i konsekracje nowych wizerunków bóstw. Za jego czasów miało miejsce najprawdopodobniej pierwsze znane święto sed. Prawdopodobnie również przejął dobra swoich poprzedników i pomniejszył władzę urzędników. Utworzył też urząd „kanclerza króla Dolnego Egiptu”. Wykazywał również zainteresowania naukami medycznymi.

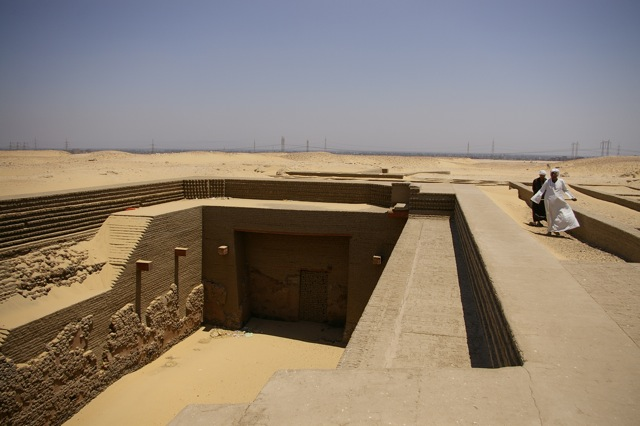
Grobowiec Dena

Jego panowanie było okresem świetności i dobrobytu, o czym świadczy bogate wyposażenie grobowców jego współczesnych, w tym grobowca kanclerza króla Dolnego Egiptu Hamaki w Sakkarze.
Pochowany w Umm al-Kaab w Abydos. Grób jest prostokątny o wymiarach 23,4 x 14,0 - 15,20m, otoczony grubym murem. Jako pierwszy posiadał klatkę schodową. W grobie znaleziono liczne odciski pieczęci i tabliczki z hebanu i kości słoniowej. Jeden z odcisków pieczęci zawiera listę królów I dynastii.

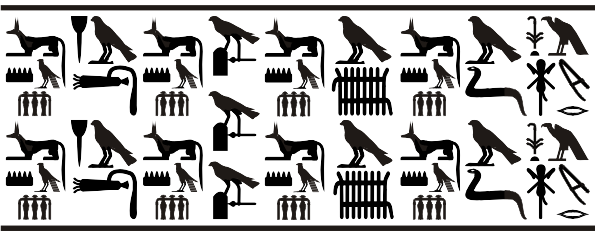
Zrekonstruowany tekst odcisku pieczęci z listą królów